# Stewart Grand Prix
Stewart Grand Prix – były brytyjski zespół i konstruktor Formuły 1, założony przez trzykrotnego mistrza świata Formuły 1 Jackiego Stewarta w 1996 roku. Stewart Grand Prix był fabrycznym zespołem Forda i uczestniczył w Formule 1 w sezonach 1997–1999. Najlepszym sezonem Stewart Grand Prix był 1999, kiedy to Rubens Barrichello zdobył pole position w Grand Prix Francji, a Johnny Herbert wygrał Grand Prix Europy. Wtedy też zespół zajął czwarte miejsce w klasyfikacji konstruktorów. Ogółem Stewart wystartował w 49 Grand Prix Formuły 1, zdobywając 47 punktów. W 1999 roku Ford kupił zespół i przekształcił go w Jaguar Racing.

## Historia

### Początki

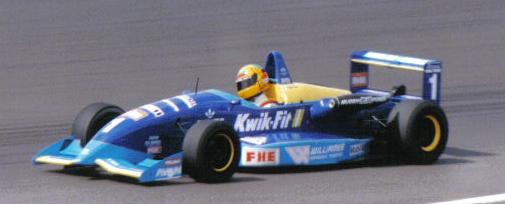
Ralph Firman w barwach Paul Stewart Racing w wyścigu Brytyjskiej Formuły 3 na torze Silverstone w 1995 roku

Trzykrotny mistrz świata Formuły 1, John Young "Jackie" Stewart, zakończył karierę kierowcy Formuły 1 po sezonie 1973. Po zakończeniu kariery był między innymi konsultantem w firmie Ford Motor Company i telewizyjnym komentatorem wyścigów. W połowie 1988 roku po wykupieniu Gary Evans Motorsport utworzył zespół Paul Stewart Racing (PSR), w którym ścigał się jego syn, Paul. Jackie Stewart miał natomiast zajmować się między innymi przyciąganiem sponsorów.
Początkowo PSR ścigał się w Brytyjskiej Formule Ford 2000, ale po otrzymaniu wsparcia Texaco i Camel w 1989 roku zadebiutował w Brytyjskiej Formule 3. Jesienią 1989 roku zespół został podzielony na trzy pododdziały, odpowiedzialne za starty w Brytyjskiej Formule 3, Międzynarodowej Formule 3000 i Formule Vauxhall Lotus. Zwiększono także liczbę pracowników oraz przeniesiono siedzibę zespołu do Milton Keynes. Paul Stewart kontynuował ściganie się w Brytyjskiej Formule 3, partnerując Derekowi Higginsowi, podczas gdy w Formule Vauxhall Lotus w barwach Paul Stewart Racing uczestniczyli David Coulthard i Gil de Ferran, a w Międzynarodowej Formule 3000 – Andrea Chiesa i John Jones. W Międzynarodowej Formule 3000 pierwsze zwycięstwo zespół odniósł w sezonie 1993, kiedy to de Ferran wygrał zawody na torze Silverstone. W roku 1994 Brazylijczyk odniósł dwa zwycięstwa na torach Pau i Pergusa-Enna, ale sezon później Paul Stewart Racing nie zdołał odnieść żadnego zwycięstwa w Międzynarodowej Formule 3000. Po 1995 roku zespół wycofał się z tej serii, kończąc z dorobkiem trzech zwycięstw, trzech pole positions i 141 punktów.
Większe sukcesy zespół odnosił w niższych formułach. W ciągu ośmiu lat kierowcy PSR sześciokrotnie zdobyli tytuły w Brytyjskiej Formule 3 (Gil de Ferran w 1992, Kelvin Burt w 1993, Jan Magnussen w 1994, Ralph Firman w 1996, Jonny Kane w 1997 i Mário Haberfeld w 1998). W Formule Vauxhall Lotus kierowcy zespołu również zdobyli kilka tytułów. W 1997 roku zespół postanowił zrezygnować z uczestnictwa w Brytyjskiej Formule 3 i Formule Vauxhall Lotus, koncentrując się na Formule 1.

### Powstanie zespołu

Logo Forda

Pod koniec 1995 roku pojawiły się informacje, jakoby Paul Stewart Racing planował wejść do Formuły 1 w sezonie 1997, a dostawcą silników miał być Ford, z którego silników po 1994 roku zrezygnował Benetton. Nie było przy tym jasne, czy Paul Stewart Racing miał wystartować jako zupełnie nowy zespół, czy przejąć już istniejący – w tym kontekście wymieniano Arrowsa lub Saubera. 8 stycznia 1996 roku Ford ogłosił, że z końcem sezonu 1996 zaprzestaje dostarczać silników Sauberowi i podpisuje pięcioletnią umowę na wyłączność z Jackiem Stewartem, który tworzy zupełnie nowy zespół Formuły 1, Stewart Grand Prix (SGP). Z uwagi na fakt, że Stewart w momencie powstania nie miał rozwiniętej infrastruktury i odpowiedniego budżetu, istniała jednak możliwość, że Ford dostarczałby silniki Sauberowi po 1996 roku, gdyby Stewart nie spełnił oczekiwań amerykańskiej firmy. Ford podczas ogłoszenia powstania zespołu wyjawił także, że porozumienie zostało osiągnięte 18 grudnia po fiasku rozmów z Williamsem i Sauberem, a poza dostarczaniem silników będzie pomagać powstałemu na podstawach PSR Stewartowi również w rozwoju nadwozi, aerodynamiki, elektroniki i innych obszarów technologicznych. Prezesem zespołu został Jackie Stewart, a dyrektorem zarządzającym jego syn Paul. Natychmiast pojawiły się także informacje, jakoby do zespołu miał przyjść Alan Jenkins, ówczesny dyrektor techniczny Arrowsa. Potwierdziły się one w lutym, kiedy to Jenkins został ogłoszony dyrektorem technicznym zespołu. Menadżerem zespołu został David Stubbs, a menadżerem technicznym Andy Miller – ludzie, którzy wcześniej pracowali dla Paul Stewart Racing. Inżynierami zostali między innymi Dave Amey, Dave Rendall, Richard McAinsh, Andy le Fleming i Egbahl Hamidy.

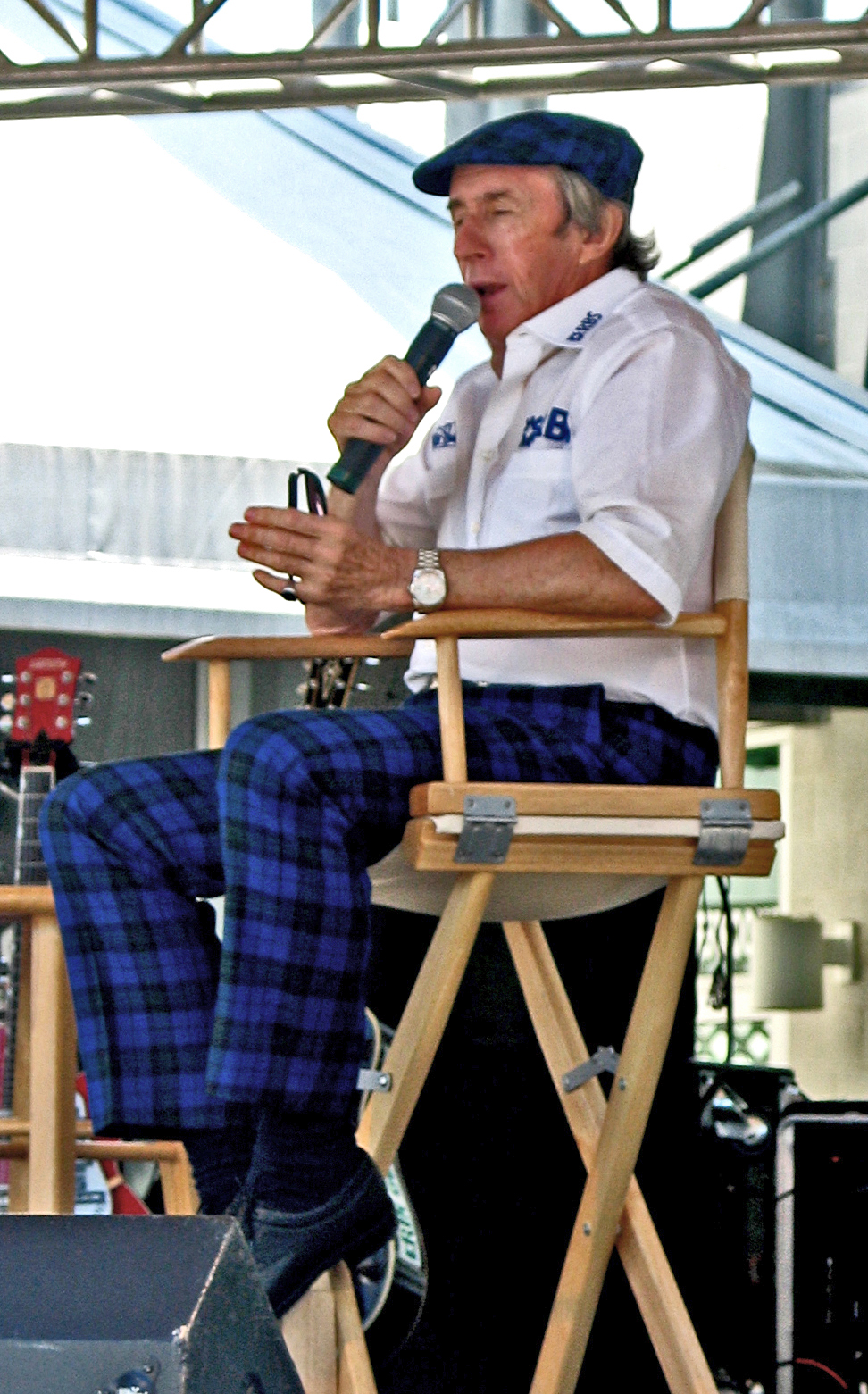
Jackie Stewart

Problemem, który musiał rozwiązać Jackie Stewart, były fundusze. Ford finansował zespół kwotą 30 milionów dolarów rocznie, ale Stewart Grand Prix jako długoterminowy projekt z założenia potrzebował 45 milionów dolarów rocznie. Szkot podjął próbę sprzedaży swoich udziałów w zespole firmom ze Stanów Zjednoczonych, Wielkiej Brytanii, Filipin i Malezji. Stewart szukał także w charakterze sponsora lokalnych firm singapurskich. W tym czasie stało się raczej jasne, że sponsor Paul Stewart Racing z czasów Międzynarodowej Formuły 3000, Forte Hotels, nie będzie sponsorem Stewart Grand Prix, jako że Rocco Forte stracił kontrolę nad siecią hoteli na rzecz Grupy Granada. W drugiej połowie września Stewart ogłosił warte 38 milionów dolarów porozumienie sponsorskie z HSBC. Zespół zdołał także podpisać warte według niektórych źródeł od 2,5 do 15 milionów dolarów roczne porozumienie z rządem Malezji, w myśl którego na tylnym spojlerze miał pojawić się napis "Visit Malaysia". Ponadto mniejszymi sponsorami zespołu zostały takie firmy, jak Hertz, Texaco, Hewlett-Packard, Sanyo i Bridgestone.
51% udziałów w zespole należało do firmy R&H Trust Co (Jersey) Ltd., która z kolei była własnością wielu różnych firm. 49% udziałów posiadała natomiast rodzina Stewartów.
Kolejnym zadaniem zespołu była również budowa samochodu. Stewart miał na przełomie marca i kwietnia rzekomo zakupić projekt samochodu Ikuzawa HW001 od planowanego zespołu Formuły 1, Ikuzawa International, który jednak nigdy nie wystartował w Grand Prix Formuły 1. Samochód ten został zaprojektowany przez Enrique Scalabroniego, zbudowano także jego model w skali 25%, który przez kilkaset godzin poddawano testom w tunelu aerodynamicznym. Cechą charakterystyczną HW001 była radykalna skrzynia biegów. Stewart stanowczo zaprzeczył, jakoby zakupił projekt Ikuzawy i w jakikolwiek sposób wykorzystywał go przy budowaniu swojego samochodu, przyznając jednocześnie, że skupia się na procesie budowania modelu w skali 50%, który miałby być testowany w Kalifornii. Mimo tego dyrektor Ikuzawy, Peter Windsor, utrzymywał, że Stewart rzeczywiście zakupił projekt Ikuzawy.
W połowie 1996 roku zespół zaczął rozważać zatrudnienie kierowców. Stewart wyrażał zainteresowanie takimi zawodnikami, jak Heinz-Harald Frentzen, Johnny Herbert (którzy w 1996 roku jeździli w korzystającym z silników Forda Sauberze), David Coulthard, Jan Magnussen, Gil de Ferran (którzy ścigali się w niższych seriach dla Paul Stewart Racing), Damon Hill, Martin Brundle, Gianni Morbidelli czy Rubens Barrichello. Szóstego października podpisano czteroletni kontrakt z Duńczykiem Janem Magnussenem, którego Jackie Stewart określił mianem "najlepszego kierowcy Formuły 3, jakiego widział, wliczając Ayrtona Sennę". Magnussen wcześniej wystartował w jednym wyścigu Formuły 1, zastępując podczas Grand Prix Pacyfiku 1995 Mikę Häkkinena w McLarenie. Jeszcze w październiku drugim kierowcą zespołu ogłoszono zawodnika Jordana, Brazylijczyka Rubensa Barrichello. Skład tych kierowców Stewart określił jako "idealny zestaw".
Kolejną sprawą była kwestia dostawcy opon. Stewart wyrażał chęć korzystania raczej z opon Goodyear aniżeli debiutującego w Formule 1 ogumienia Bridgestone. Jednakże Goodyear nie chciał dostarczać opon zespołom o niskiej reputacji i zespół był zmuszony skorzystać z opon Bridgestone.
10 grudnia 1996 roku w Londynie zaprezentowano model SF1. Samochód nie był skonstruowany przez niezależnego producenta – jak Lola czy Dallara – ale zbudowany w całości przez Stewarta ze wsparciem Forda przy użyciu CFD, CAD i modelu w skali 50%. Był to dość konwencjonalny projekt. Samochód był napędzany silnikiem Ford Zetec-R VJ o mocy około 690 KM. Samochód został pomalowany na biało; z boku samochodu znajdowały się loga HSBC i Forda, a na tylnym spojlerze napis "Visit Malaysia", zaś przez cały samochód przebiegał tartan klanu Stewartów. Jackie Stewart powiedział przy okazji prezentacji, że będzie zadowolony, jeśli jego zespół zdobędzie w sezonie 1997 przynajmniej jeden punkt.

### 1997

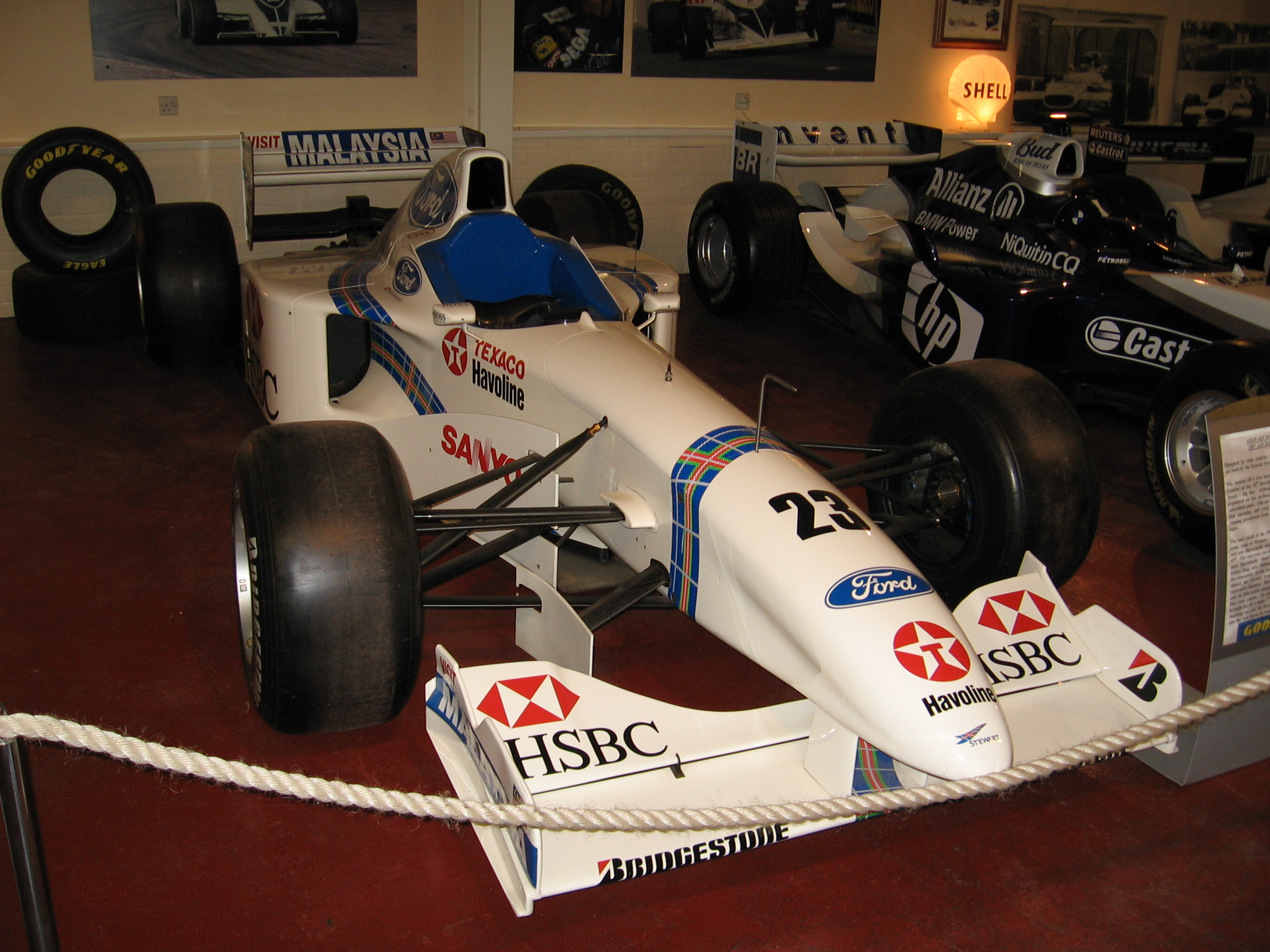
Stewart SF1

SF1 był pierwszym zaprezentowanym samochodem na sezon 1997 i przed rozpoczęciem sezonu był wielokrotnie testowany. W trakcie tych testów wyszły na jaw problemy z niezawodnością. Ponadto wyniki testów nie zawsze były obiecujące. Podczas jednego z takich testów, na torze Estoril Magnussen miał wypadek, przez który w dolnej części jego nogi założono sześć szwów. Magnussen po dziewięciu dniach wrócił jednak do ścigania.
W kwalifikacjach do Grand Prix Australii Barrichello był jedenasty, a Magnussen dziewiętnasty pomimo faktu, że Duńczyk nie był w stanie przejechać w sesji zakładanej liczby okrążeń z powodu wycieków cieczy chłodzącej. Paul Stewart określił jedenaste miejsce startowe Barrichello jako fantastyczny rezultat. Na 37 okrążeniu Magnussen, jadący wówczas na dziewiątym miejscu, wycofał się z powodu uszkodzenia tylnego zawieszenia. Barrichello natomiast stoczył walkę z Nicolą Larinim, ale na 50 okrążeniu, jadąc wówczas na ósmym miejscu, zakończył wyścig, czego powodem były problemy z ciśnieniem oleju.
Kwalifikacje do Grand Prix Brazylii Barrichello ponownie zakończył na jedenastym miejscu, natomiast Magnussen był dwudziesty. Magnussen nie zdołał wystartować w wyścigu z powodu awarii elektroniki (wskutek czego przerwano wyścig), a Barrichello zepsuła się przepustnica, przez co w powtórzonym starcie – w którym Magnussen nie wystartował – Brazylijczyk skorzystał z samochodu zapasowego. W wyścigu Barrichello przejechał tylko 16 okrążeń, wycofując się następnie z powodu uszkodzenia tylnego zawieszenia.
Przed Grand Prix Argentyny zespół zmienił kierunek ustawień w samochodzie, zdając sobie sprawę, że poprzedni mógł być błędny. Kierowcy zespołu dobrze spisali się w sesjach treningowych, ale na początku kwalifikacji Barrichello i Magnussen musieli dzielić się zapasowym samochodem. Mimo tego Barrichello zdołał się zakwalifikować na 5, a Magnussen na 15 miejscu. W pierwszym zakręcie prowadził Villeneuve przed Frentzenem, Irvine’em i Panisem; Barrichello jechał po zewnętrznej obok Panisa, na piątej pozycji. Chwilę później został on zahaczony przez Michaela Schumachera: doszło do kolizji obu kierowców, w wyniku której stracili oni przednie spojlery. Barrichello zdołał jednak, w przeciwieństwie do Schumachera, kontynuować wyścig. Okrążenie później Magnussen zderzył się z Nicolą Larinim i także musiał zjechać do boksów. Barrichello odpadł z wyścigu na 25 okrążeniu z powodu awarii układu hydraulicznego, a Magnussen pięć okrążeń przed metą z powodu problemów z silnikiem.
Kwalifikacje do Grand Prix San Marino Barrichello i Magnussen ukończyli odpowiednio na 13 i 16 miejscu. Na trzecim okrążeniu wyścigu Magnussen przy dużej prędkości wjechał w żwir w zakręcie Acque Minerale i zakończył rywalizację. Barrichello został wyprzedzony przez Lariniego i zdołał odbyć jeden pit stop, zanim w jego samochodzie na 33 okrążeniu zepsuł się silnik.

Z zasady nie podchodzę emocjonalnie do wyścigów, ale tym razem, kiedy Rubens mijał metę, zacząłem wrzeszczeć z radości.

Sesję kwalifikacyjną do Grand Prix Monako Barrichello zakończył na najwyższym miejscu spośród kierowców startujących na oponach Bridgestone – był dziesiąty. Magnussen natomiast, który po raz pierwszy ścigał się na Circuit de Monaco, w kwalifikacjach był dziewiętnasty. Wyścig odbywał się w deszczu. Na pierwszym okrążeniu Barrichello awansował na piąte miejsce, a na drugim zderzyli się ze sobą kierowcy McLarenów, wskutek czego na drugie i trzecie miejsce awansowali kierowcy Jordanów, podążający za Michaelem Schumacherem. Za kierowcami Jordanów jechał jednak Barrichello, który szybko ich doganiał. Na szóstym okrążeniu Brazylijczyk awansował na drugie miejsce. Kierowca ten pewnie finiszował na drugiej pozycji. Jan Magnussen również miał szansę na punkty, ale jadąc na szóstym miejscu obrócił samochód, uszkodził przedni spojler i ukończył rywalizację jako siódmy.
W kwalifikacjach do Grand Prix Hiszpanii Barrichello był 17, a Magnussen 22 – ostatni. Jadący na 11 miejscu Barrichello wycofał się na 38 okrążeniu z powodu awarii silnika. Magnussen dojechał do mety na trzynastym miejscu.

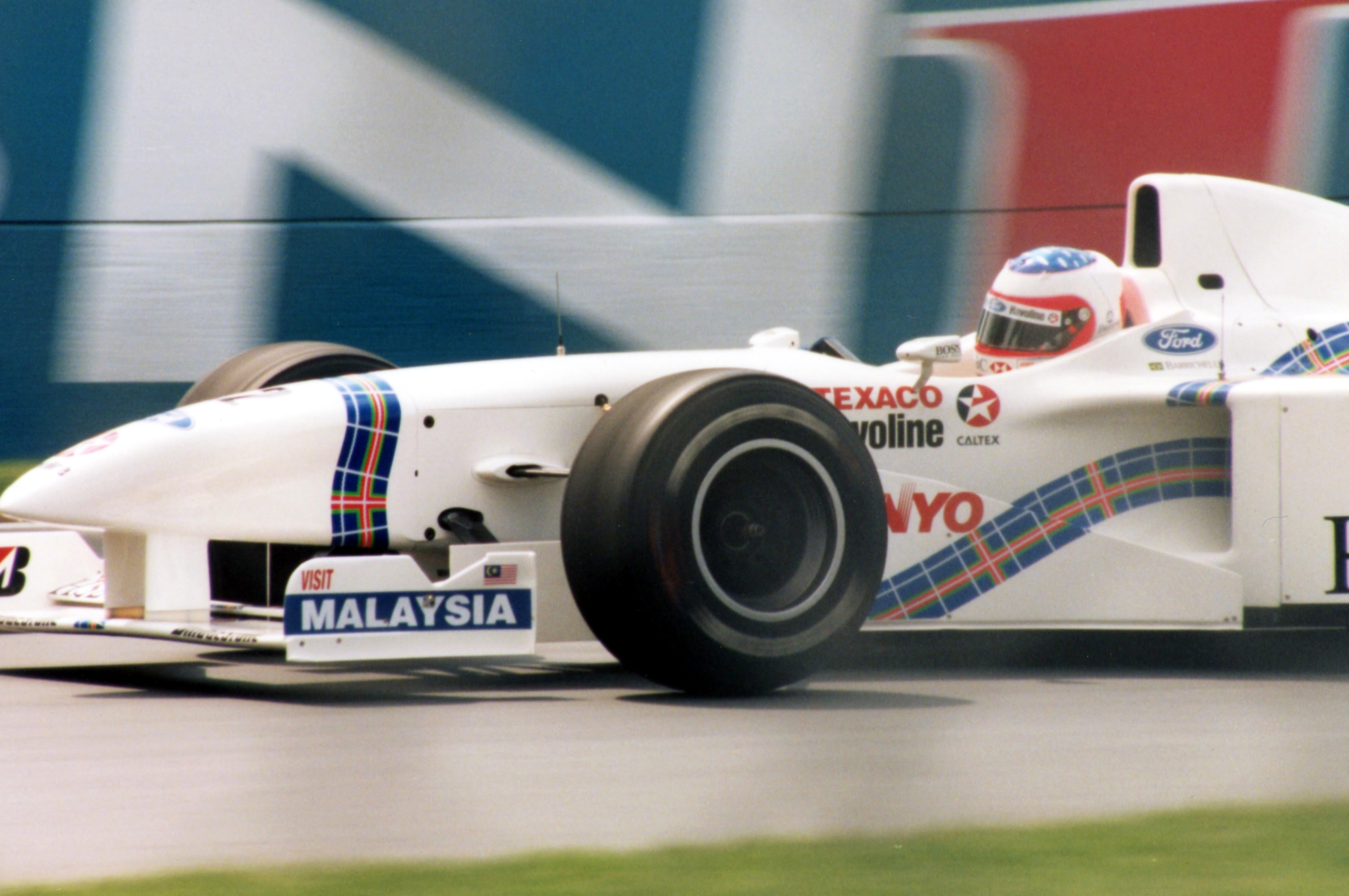
Rubens Barrichello podczas Grand Prix Kanady 1997

Do Grand Prix Kanady Barrichello zakwalifikował się na trzecim, a Magnussen na 21 miejscu. Brazylijczyk chwalił opony Bridgestone, podczas gdy Duńczyk narzekał na podsterowność i ruch na torze. Barrichello wystartował źle, spadając na ósmą pozycję. W pierwszym zakręcie doszło do nieznacznej kolizji między Barrichello a Coulthardem, wskutek której Brazylijczyk uszkodził spojler. Następnie Mika Häkkinen próbował uniknąć kolizji z Barrichello, przez co zwolnił, wskutek czego uderzył w niego Olivier Panis, tracąc swój przedni spojler; tylny spojler stracił także Häkkinen. Pozostali kierowcy próbowali uniknąć odłamków części samochodów Panisa i Häkkinena, co doprowadziło do kolizji Magnussena i Nakano. Chwilę później Magnussen wypadł z toru i wycofał się z rywalizacji. Tymczasem moc silnika Forda w samochodzie Barrichello nie była tak duża, jak w kwalifikacjach, ponadto zakładana przed wyścigiem jednopostojowa strategia okazała się niemożliwa do zrealizowania. Co więcej, Brazylijczyk otrzymał karę stop & go za wyprzedzanie przy żółtych flagach, a na 35 okrążeniu wycofał się z powodu awarii skrzyni biegów.
Kwalifikacje do Grand Prix Francji Barrichello ukończył jako trzynasty, a Magnussen – jako piętnasty. Magnussen wycofał się z wyścigu na 34 okrążeniu po tym, gdy w jego samochodzie uszkodził się system chłodzący hamulce. Barrichello odpadł trzy okrążenia później po awarii silnika.
W kwalifikacjach do Grand Prix Wielkiej Brytanii doszło do kilku awarii jednostek napędowych Forda. Jan Magnussen ukończył kwalifikacje na piętnastym miejscu, natomiast Barrichello zdołał przejechać tylko cztery okrążenia i był 21. Podczas wyścigu również zawiodły silniki: wskutek ich awarii obaj kierowcy Stewarta wycofali się z rywalizacji (Barrichello na 38 okrążeniu, Magnussen na 51).
Następną eliminacją było Grand Prix Niemiec. Barrichello był dwunasty w kwalifikacjach, chociaż gdyby nie musiał zwolnić z powodu zagrożenia spowodowanego przez Tarso Marquesa, mógłby być dziewiąty. Magnussen był 15, przez całe kwalifikacje próbując znaleźć optymalne ustawienia samochodu. W wyścigu dobrze wystartował Barrichello, awansując na ósme miejsce. Jednak ponownie zepsuły się silniki Forda, wskutek czego Magnussen odpadł na 28 okrążeniu, a Barrichello – na 34.
Kwalifikacje do Grand Prix Węgier Barrichello ukończył jako jedenasty, a Magnussen – jako siedemnasty. W pierwszym zakręcie wyścigu Magnussen zderzył się z Giannim Morbidellim. Wskutek tej kolizji Magnussen uszkodził samochód i z powodu tych uszkodzeń wycofał się z wyścigu na ósmym okrążeniu. Jadący na wysokich pozycjach Barrichello zakończył rywalizację po 29 okrążeniach, a powodem tego była awaria silnika.
W tym czasie media zaczęły zastanawiać się nad pozycją Magnussena w zespole. Jackie Stewart powiedział Duńczykowi, że musi on poprawić swoją szybkość i oznajmił, że interesującym będzie zobaczyć, czy Magnussen zdoła do końca sezonu poczynić postępy. Kontrakt Duńczyka ze Stewartem kończył się wprawdzie w roku 2000, ale pojawiły się informacje, że może on zostać przedwcześnie zerwany, a miejsce Magnussena w zespole może zająć Juan Pablo Montoya.
Do Grand Prix Belgii Barrichello zakwalifikował się na dwunastym, a Magnussen na osiemnastym miejscu. Barrichello nie ukończył wyścigu wskutek uszkodzenia zawieszenia, do którego doszło na dziewiątym okrążeniu po kontakcie z Heinzem-Haraldem Frentzenem. Magnussen ukończył wyścig na trzynastym miejscu, chociaż tylny spojler w jego samochodzie był źle ustawiony i Duńczyk osiągał niskie prędkości na prostych, a później stracił dużo czasu w boksie podczas wymiany spojlera.
Sesję kwalifikacyjną do Grand Prix Włoch Barrichello ukończył jako jedenasty, a Magnussen – jako trzynasty. Magnussen odpadł z wyścigu na 32 okrążeniu po awarii skrzyni biegów, a Barrichello dojechał do mety na trzynastym miejscu.
W kwalifikacjach do Grand Prix Austrii Barrichello był piąty, a Magnussen – szósty; kierowców tych dzieliły dwie dziesiąte sekundy. Na starcie obaj kierowcy Stewarta wyprzedzili Frentzena, a na pierwszym okrążeniu Barrichello zdołał jeszcze wyprzedzić Jacques’a Villeneuve’a w zakręcie Gösser Kurve. Villeneuve początkowo miał problemy z oponami i musiał bronić się przed Magnussenem, ale później zyskał przewagę nad Duńczykiem i zaczął zbliżać się do Barrichello, podążając bezpośrednio za nim przez piętnaście okrążeń. Na 24 okrążeniu w zakręcie Gösser Kurve Villeneuve wyprzedził Brazylijczyka. Zespół dla obu kierowców obrał strategię na dwa pit-stopy, przez co po pierwszym Barrichello i Magnussen wyjechali na tor za Frentzenem. Magnussen odpadł z wyścigu na 59 okrążeniu wskutek awarii silnika, natomiast Barrichello wycofał się z rywalizacji sześć okrążeń później, kiedy to, naciskany przez Michaela Schumachera, wjechał w żwir. Barrichello został jednak sklasyfikowany w wyścigu na czternastym miejscu.
Kwalifikacje do Grand Prix Luksemburga Barrichello zakończył na dziewiątym miejscu, a Magnussen – na dwunastym, mimo faktu, że Duńczykowi w trakcie sesji zepsuł się silnik. Obaj kierowcy bardzo dobrze wystartowali: Barrichello awansował na czwarte, a Magnussen na szóste miejsce. Po raz dziewiąty w sezonie oba Stewarty nie dojechały do mety: na 40 okrążeniu w samochodzie Magnussena uszkodzeniu uległ wał napędowy, a trzy okrążenia później Barrichello wycofał się z powodu awarii skrzyni biegów.
W kwalifikacjach do Grand Prix Japonii Barrichello był dwunasty, a Magnussen czternasty. Obaj kierowcy nie ukończyli wyścigu z powodu wypadków, Magnussen na czwartym okrążeniu, a Barrichello trzy okrążenia później.
Sesję kwalifikacyjną do Grand Prix Europy po raz pierwszy w sezonie Magnussen ukończył przed Barrichello: Duńczyk był jedenasty, a Brazylijczyk – dwunasty. Barrichello musiał jednak skorzystać w kwalifikacjach z zapasowego samochodu, ponieważ jego pojazd zepsuł się podczas treningów i nie zdołał zostać naprawiony na czas. Na starcie Magnussen wyprzedził Oliviera Panisa. Duńczyk ukończył wyścig na dziewiątym miejscu. Barrichello nie dojechał do mety, po 30 okrążeniach wyścigu w jego samochodzie zepsuła się skrzynia biegów.
Barrichello w klasyfikacji generalnej kierowców z sześcioma punktami został sklasyfikowany na trzynastej pozycji. Magnussen natomiast nie uzyskał punktów i zakończył sezon na dwudziestym miejscu w klasyfikacji. Stewart-Ford w klasyfikacji konstruktorów zajął dziewiąte miejsce.

### 1998
W październiku 1997 roku potwierdzono, że kierowcami zespołu na sezon 1998 pozostaną Rubens Barrichello i Jan Magnussen, z tym, że Duńczyk miał kontrakt odnawiany co wyścig. Kierowcami testowymi zostali natomiast Luciano Burti i Mário Haberfeld. W tym samym miesiącu Ford potwierdził, że na 1998 rok będzie dostarczał Stewartowi zupełnie nowe silniki V10, chociaż takie informacje pojawiły się już wcześniej.
W grudniu Fédération Internationale de l’Automobile nakazała Jackiemu Stewartowi udowodnić, że jego zespół ma zapewnione zaplecze finansowe na sezon 1998; miało to związek z faktem, że Stewart krytykował reklamowanie na samochodach Formuły 1 wyrobów tytoniowych. Około tydzień później nowymi sponsorami zespołu zostały firmy MCI, British Telecom oraz Lear Corporation.

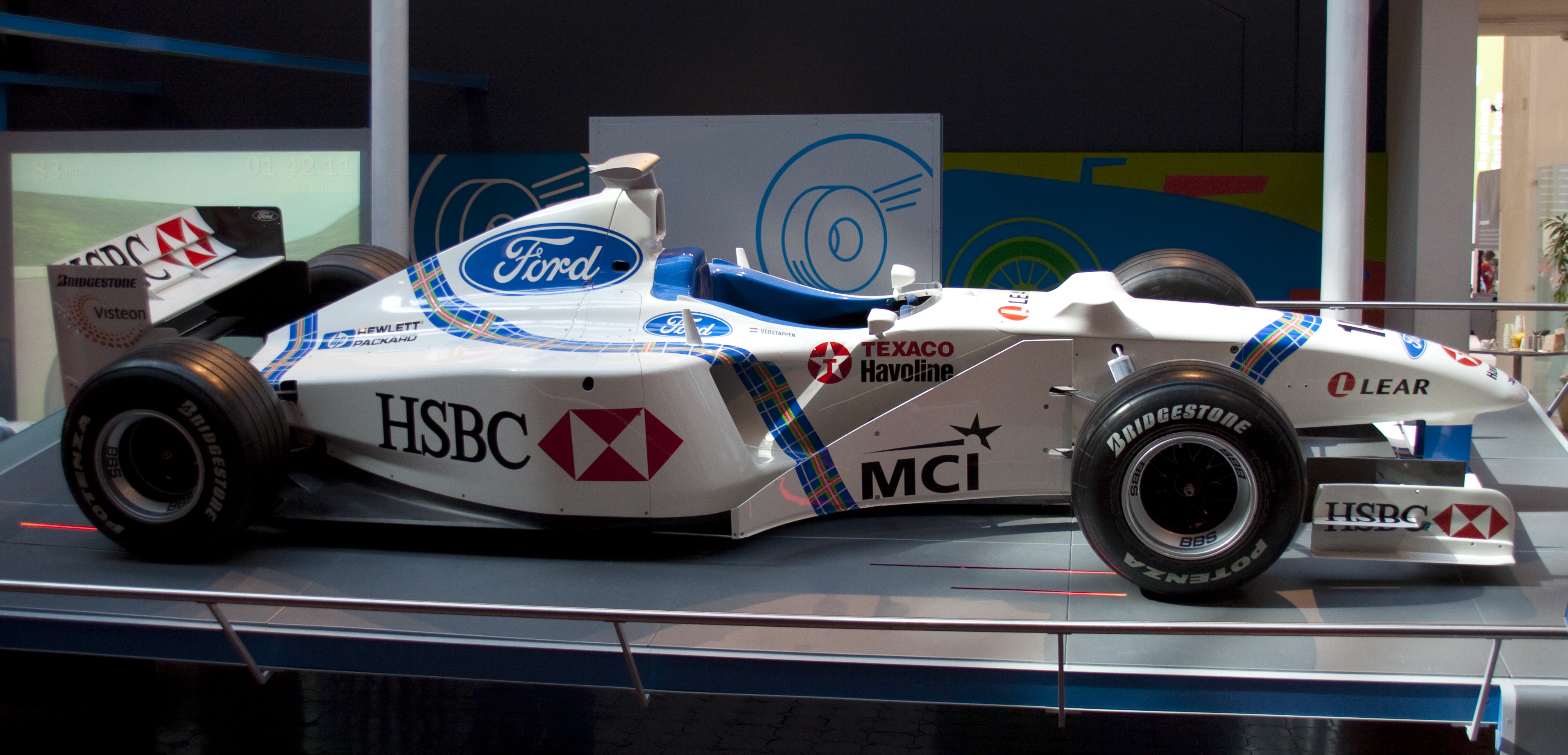
Stewart SF2

7 stycznia 1998 roku w należącym do Forda Dunton Research and Engineering Center koło Basildon zaprezentowany został nowy model zespołu, zaprojektowany przez Alana Jenkinsa Stewart SF2. Samochód został skonstruowany ze wsparciem Forda zwiększonym w porównaniu do modelu SF1. Podczas prezentacji Jackie Stewart ostrzegł, że sezon 1998 może być trudniejszy niż debiutancki sezon zespołu. Ogłoszono wówczas także plany na rok 1998, które obejmowały zwiększenie ilości pracowników ze 110 do około 170, utworzenie zespołu testowego oraz rozszerzenie kilku oddziałów nowej fabryki, z której Stewart miał zamiar zacząć korzystać wiosną. Zespół ogłosił również zwiększenie zaangażowania HSBC.
Pierwszą eliminacją sezonu 1998 było Grand Prix Australii. W kwalifikacjach Barrichello był czternasty, a Magnussen – osiemnasty. Po dwóch okrążeniach w wyścigu nie jechał już jednak żaden kierowca zespołu: Barrichello miał awarię skrzyni biegów na pierwszym okrążeniu, a na drugim Magnussen zderzył się z Ralfem Schumacherem i wycofał się z wyścigu.
W kwalifikacjach do Grand Prix Brazylii Barrichello był trzynasty, a Magnussen – szesnasty. Barrichello nie dojechał do mety wyścigu, jako że na 53 okrążeniu musiał wycofać się z powodu awarii skrzyni biegów. Magnussen po dyskwalifikacji Damona Hilla był dziesiąty.
W tym czasie pojawiły się informacje, że z powodu problemów zespołu – w tym nowej, ale awaryjnej skrzyni biegów – Alan Jenkins może przestać pełnić rolę dyrektora technicznego. W kontekście jego następcy wymieniano Steve’a Nicholsa z McLarena bądź Mike’a Gascoyne’a z Tyrrella. Problemy Stewarta ze skrzynią biegów były na tyle znaczne, że wstrzymywały rozwój modelu SF2, a Ford zaczął rozważać dostarczanie silników Benettonowi. W maju jednak te informacje ostatecznie się nie potwierdziły, jako że Benetton potwierdził, iż w sezonie 1999 nadal będzie używać starych silników Renault pod nazwą Playlife.
Kwalifikacje do Grand Prix Argentyny Barrichello ukończył na 14 miejscu, a Magnussen na 22 – ostatnim. Magnussen nie ukończył wyścigu z powodu uszkodzeń skrzyni biegów na 17 okrążeniu, natomiast Barrichello dojechał do mety na dziesiątej pozycji.
Do Grand Prix San Marino Barrichello startował z siedemnastego miejsca, a Magnussen – z dwudziestego. Na pierwszym okrążeniu doszło do kolizji Magnussena z Barrichello, wskutek której Brazylijczyk odpadł z wyścigu. Magnussen zakończył zawody na dziewiątym okrążeniu po awarii skrzyni biegów.
Na przełomie kwietnia i maja pojawiły się informacje, jakoby Stewart Grand Prix rozważał zwolnienie Magnussena i zaangażowanie w jego miejsce Josa Verstappena. Verstappen, który zadebiutował w Formule 1 w 1994 roku w Benettonie, był protegowanym Alana Jenkinsa, z którym znał się od czasów startów w Footworku w 1996 roku. Po sezonie 1997, w którym startował w Tyrrellu, pozostawał bez pracy. Mówiło się, że Verstappen oraz jego menadżer Huub Rothengatter rozpoczęli negocjacje z zespołem, oczekując jednak zbyt wysokiego wynagrodzenia oraz umowy do sezonu 1999 włącznie. W związku z faktem, że Rothengatter i Stewart Grand Prix nie mogli dojść do porozumienia w kwestii finansowej, około tydzień później pojawiły się informacje, jakoby Magnussen miał zostać w zespole do końca sezonu, co zasugerował także Paul Stewart. Stewart powiedział ponadto, że Stewart Grand Prix chce zbudować pewność Magnussena, którą wykazywał się w niższych formułach, i w tym celu spróbuje wyprodukować lepszy samochód.
Kwalifikacje do Grand Prix Hiszpanii Barrichello zakończył jako dziewiąty, a Magnussen – jako osiemnasty. Magnussen finiszował na dwunastej pozycji, natomiast Barrichello umiejętnie bronił się przed naciskiem Jacques’a Villeneuve’a oraz Johnny’ego Herberta (którzy dodatkowo walczyli między sobą) i ukończył wyścig na piątym miejscu, zdobywając pierwsze dwa punkty w sezonie.
Do Grand Prix Monako Barrichello zakwalifikował się z czternastym czasem, a Magnussen – z osiemnastym. Obaj kierowcy nie ukończyli wyścigu z powodu awarii zawieszenia: Barrichello wycofał się z tego powodu na dwunastym okrążeniu, a Magnussen na trzydziestym pierwszym.
1 czerwca dokonano otwarcia nowej fabryki zespołu. Wkrótce później pojawiły się informacje, jakoby Ford rozważał przejęcie pełnej kontroli nad Stewart Grand Prix i wystawienie swojego zespołu w Formule 1.
W kwalifikacjach do Grand Prix Kanady Barrichello był trzynasty, a Magnussen – dwudziesty. Na starcie wyścigu doszło do zbiorowej kolizji, w wyniku której Barrichello awansował na czwarte miejsce. Ostatecznie Brazylijczyk ukończył zawody na piątym miejscu, natomiast Magnussen był szósty, zdobywając swój pierwszy punkt w Formule 1.
Po Grand Prix Kanady Magnussen został zastąpiony przez Josa Verstappena. Kontrakt Holendra obowiązywał do końca sezonu. Kierownictwo zespołu zdecydowało się zatrudnić Verstappena po tym, gdy osiągał on dobre czasy podczas testów na torze Magny-Cours. Odejście Magnussena z zespołu nastąpiło w chłodnych okolicznościach, tym bardziej że Duńczyk otrzymywał niewielkie wsparcie od Stewarta i nie zawsze dysponował takim samym sprzętem, co Rubens Barrichello. Po odejściu z zespołu Magnussen ścigał się w serii Champ Car.
Sesję kwalifikacyjną do Grand Prix Francji Barrichello ukończył na czternastym miejscu, a Verstappen – tuż za nim. Podczas startu Verstappen nie był w stanie ruszyć z miejsca, wskutek czego przerwano wyścig; Holendra dopuszczono jednak do powtórzonego startu. Swój pierwszy wyścig w barwach Stewarta ukończył on na dwunastym miejscu, dwie pozycje za Barrichello.
Do wyścigu o Grand Prix Wielkiej Brytanii Verstappen startował z siedemnastego pola, tuż przed Barrichello. Deszczowego wyścigu obaj kierowcy nie ukończyli: na 39 okrążeniu Verstappen wycofał się z powodu awarii silnika, natomiast Barrichello wypadł z toru okrążenie później.
W połowie lipca powróciły informacje, jakoby Ford rozważał dostarczanie silników Benettonowi, co miało związek z wykupieniem Coswortha przez amerykańską firmę. Faktem było jednak, że gdyby nawet Ford zdecydował się dostarczać silniki włoskiemu zespołowi, to Stewart nadal otrzymywałby jednostki od tej firmy, chociaż być może pod nazwą Aston Martin lub Jaguar.
W trakcie kwalifikacji do Grand Prix Austrii padał deszcz. W tych warunkach Barrichello zakwalifikował się z piątym czasem, a Verstappen był dwunasty. Na starcie Barrichello awansował na czwartą pozycję, jednak wycofał się z wyścigu już na dziewiątym okrążeniu po awarii układu hamulcowego. Verstappen także nie ukończył wyścigu: na pięćdziesiątym drugim okrążeniu w jego samochodzie zepsuł się silnik.
Pod koniec lipca pojawiły się informacje, jakoby Rubens Barrichello był rozważany jako jeden z kandydatów na stanowisko kierowcy Williamsa w sezonie 1999. Miało to związek z tym, że sponsor Williamsa, brazylijska firma Petrobras, chciała, by w zespole jeździł kierowca z Brazylii, a jedynym kierowcą brazylijskim posiadającym odpowiednie doświadczenie był Barrichello. W tym czasie było niemal pewne, że jednym z kierowców Williamsa będzie Alessandro Zanardi, natomiast w gronie chętnych do jazdy w Williamsie wymieniano obok Barrichello również Johnny’ego Herberta, Pedro Diniza, Oliviera Panisa, Eddiego Irvine'a czy Maksa Wilsona. Barrichello przed Grand Prix Austrii odwiedził w tajemnicy fabrykę Williamsa w Grove, by porozmawiać z Frankiem Williamsem o możliwej umowie, jako że kontrakt Barrichello ze Stewartem zawierał zapis, w myśl którego obowiązujący kontrakt mógł zostać wykupiony za sześć milionów dolarów.
W kwalifikacjach do Grand Prix Niemiec Barrichello był trzynasty, a Verstappen – dziewiętnasty. Obaj kierowcy nie ukończyli wyścigu z powodu awarii skrzyni biegów: Barrichello wycofał się po 24 okrążeniach, natomiast Verstappen trzy okrążenia później.
Około tydzień później z powodu słabych wyników Stewarta powróciły plotki nt. potencjalnej umowy Forda z Benettonem, która mogłoby zacząć obowiązywać w 2000 roku.
Kwalifikacje do Grand Prix Węgier Barrichello ukończył na czternastej pozycji, a Verstappen – na siedemnastej. Barrichello nie ukończył wyścigu (awaria skrzyni biegów na 55 okrążeniu), natomiast Verstappen finiszował jako trzynasty.
W kwalifikacjach do Grand Prix Belgii Barrichello był czternasty, a Verstappen dziewiętnasty. Na starcie deszczowego wyścigu doszło do kolizji trzynastu samochodów. Wskutek tego wydarzenia sędziowie zdecydowali o wywieszeniu czerwonej flagi i powtórzeniu startu wyścigu. Barrichello był jednym z kierowców, którzy uczestniczyli w kolizji i wskutek niej doznał urazu łokcia, przez co nie wziął udziału w powtórzonym starcie. Verstappen utrzymywał się na dziesiątej pozycji do momentu zjazdu samochodu bezpieczeństwa, ale już na dziewiątym okrążeniu musiał wycofać się z powodu awarii silnika.
Do Grand Prix Włoch Barrichello startował z trzynastego miejsca, a Verstappen – z siedemnastego. Verstappen nie ukończył wyścigu, ponieważ po 39 okrążeniach rywalizacji w jego samochodzie zepsuła się skrzynia biegów. Barrichello ukończył zawody na dziesiątym miejscu.
Podczas Grand Prix Włoch pojawiły się informacje o możliwych zmianach kadrowych w Stewarcie. Mówiono, że Paul Stewart opuści zespół, a Alan Jenkins będzie w nim pracował w innym charakterze. Paul Stewart miał przestać pracować jako dyrektor zarządzający, a jego miejsce miał zająć David Richards z Benettona. Natomiast kandydatami na nowego dyrektora technicznego w miejsce Jenkinsa – który miał skupić się raczej na projektowaniu samochodu – byli według mediów Mike Coughlan z Arrowsa oraz James Robinson z Williamsa. Podawano, że Stewart chciał zrezygnować z usług Jenkinsa już wiosną 1998 roku, ale nie zrobił tego ze względu na chęć utrzymania stabilności technicznej. Później obok Coughlana i Robinsona w charakterze kandydata na dyrektora technicznego wymieniano także Gary’ego Andersona z Jordana. Anderson początkowo podpisał porozumienie z Arrowsem, ale później zawarł umowę ze Stewartem. Stewart chciał oficjalnie ogłosić pozyskanie Andersona, ale Tom Walkinshaw z Arrowsa wniósł pozew o zatrzymanie tej transakcji.
W kwalifikacjach do Grand Prix Luksemburga Barrichello zajął dwunaste miejsce, natomiast Verstappen ukończył sesję na osiemnastej pozycji. Obaj kierowcy zdołali ukończyć wyścig: Barrichello był jedenasty, a Verstappen – trzynasty.
Ostatnią eliminacją sezonu 1998 było Grand Prix Japonii, do którego Barrichello zakwalifikował się z szesnastym czasem, a Verstappen – z dziewiętnastym. Kierowcy ci nie ukończyli jednak wyścigu: na 22 okrążeniu Verstappenowi zepsuła się skrzynia biegów, natomiast cztery okrążenia później w samochodzie Barrichello doszło do uszkodzenia mechanizmu różnicowego.
W sezonie 1998 Rubens Barrichello zdobył cztery punkty, co pozwoliło na sklasyfikowanie go na dwunastym miejscu w klasyfikacji generalnej kierowców. Jan Magnussen z jednym punktem zajął siedemnaste miejsce w tej klasyfikacji, natomiast Jos Verstappen nie uzyskał punktów i został sklasyfikowany na ostatnim, 23 miejscu. Stewart w klasyfikacji konstruktorów z pięcioma punktami był ósmy.
W listopadzie Ford zdementował pogłoski, jakoby był zainteresowany wykupieniem Stewarta i przekształceniem go w Jaguara przed sezonem 2001. Koncern zaprzeczył także, jakoby rozważał przemianowanie swoich silników na Jaguara. W tej sytuacji w kontekście przejęcia Stewarta pojawiły się nazwiska Toma Walkinshawa oraz Davida Richardsa, przy czym w przypadku przejęcia zespołu przez Walkinshawa albo Richardsa nowy zespół nadal byłby powiązany z Fordem.

### 1999

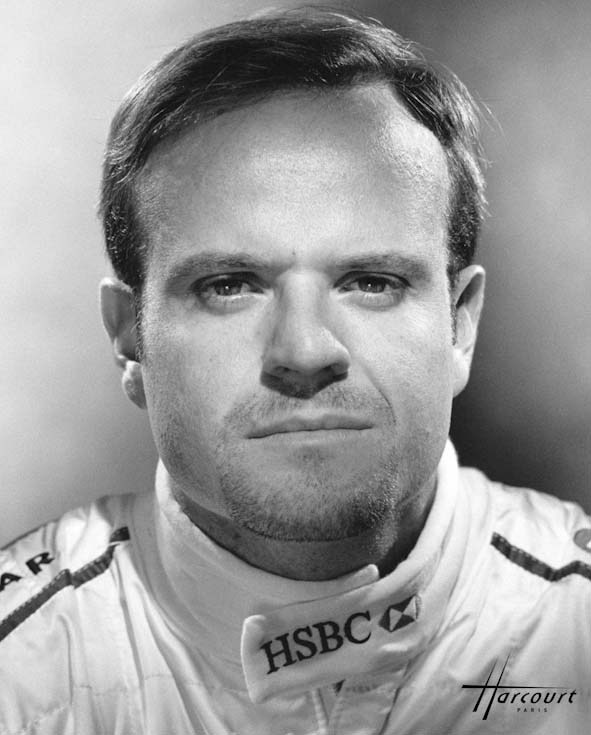
Rubens Barrichello w 1999 roku

Wierzę, że z poprawkami nadwozia na sezon 1999, o których wiem, i z rozwojem programu silników Forda, mam wielką szansę, by pomóc zespołowi dostać się na szczyt drzewa Formuły 1.

W połowie września 1998 roku potwierdzono, że nowym kierowcą Stewarta w sezonie 1999 będzie Johnny Herbert. Brytyjczyk, który wcześniej wygrał dwa Grand Prix w 1995 roku, zastąpił Josa Verstappena, podpisując ze Stewartem dwuletni kontrakt. Drugim kierowcą zespołu, mimo możliwych powiązań z Williamsem, pozostał Barrichello. Drugi rok z rzędu kierowcą testowym Stewarta był Luciano Burti.
Na początku grudnia Ford ogłosił przedłużenie kontraktu ze Stewartem do końca 2001 roku.
Gary Anderson natomiast został oficjalnie dyrektorem technicznym zespołu w miejsce Alana Jenkinsa; najprawdopodobniej z powodu przyjścia Andersona z zespołu odszedł inżynier Egbahl Hamidy, którego zastąpił Darren Davis. W styczniu 1999 roku Jenkins również opuścił zespół. Paula Stewarta na stanowisku dyrektora zarządzającego zastąpił natomiast David Ring, który pracował wcześniej w Hamble Group, Stewart zaś został wiceprezesem Stewart Grand Prix, a Andy Miller – dyrektorem wyścigowym.

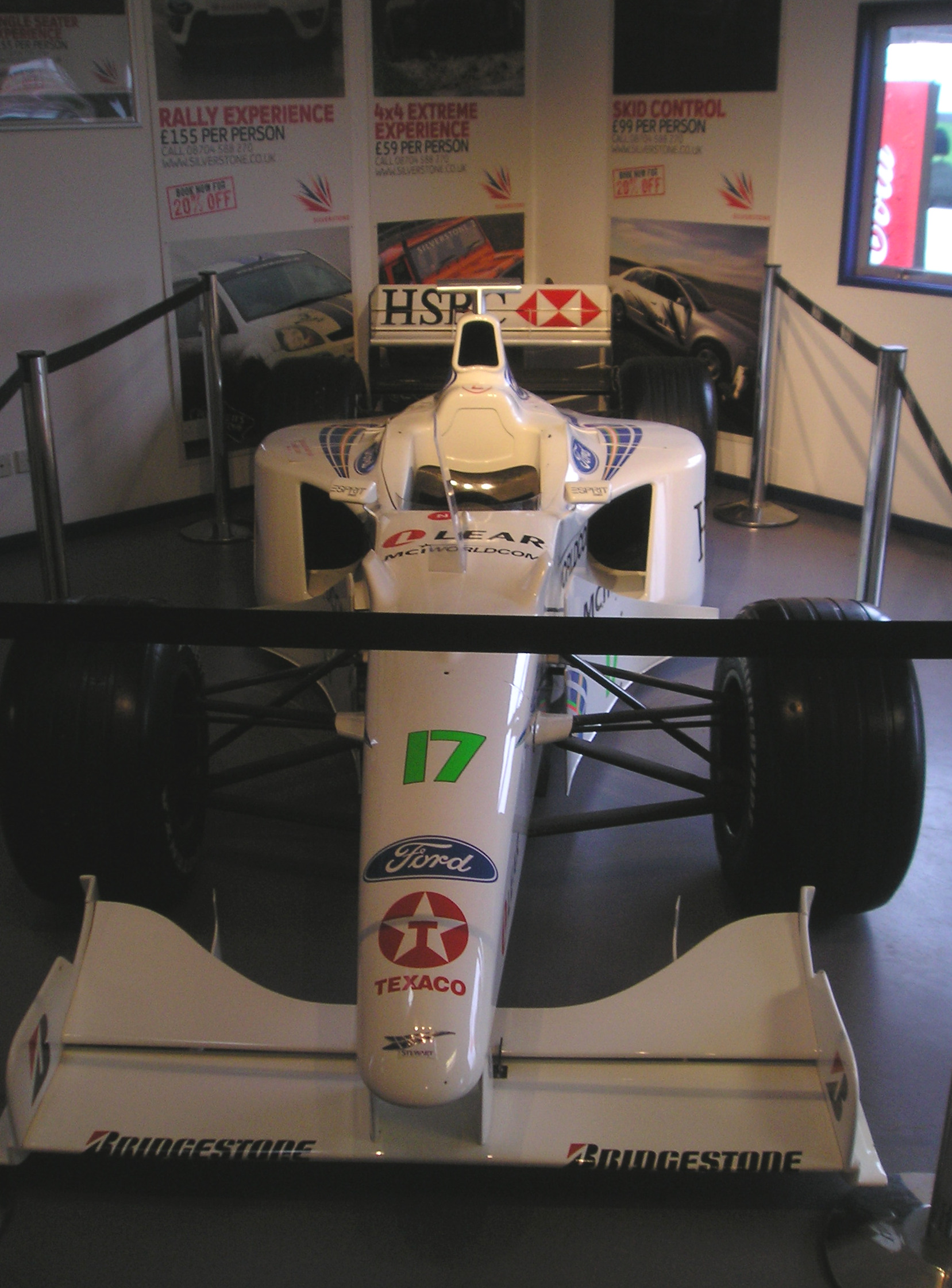
Stewart SF3

Tuż przed Bożym Narodzeniem 1998 roku po raz pierwszy zespół testował nowy model, oznaczony symbolem SF3. W samochodzie zamontowano całkowicie nową jednostkę napędową Ford CR1, która ważyła 100 kg, zawierała jedynie niewiele części z silnika Zetec-R i była od niego lżejsza, niższa i krótsza. Jako że kompozytowa skrzynia biegów modelu SF2 była awaryjna, w Stewarcie SF3 zespół zastosował bardziej konwencjonalną jednostkę z magnezu. Niektórzy twierdzili, że pod względem aerodynamicznym samochód był podobny do McLarena MP4/13.
W połowie stycznia 1999 roku nowym sponsorem zespołu została firma FedEx, natomiast ze sponsoringu zrezygnowało Texaco.
W kwalifikacjach do pierwszego wyścigu sezonu 1999, Grand Prix Australii, Barrichello był czwarty, a Herbert – trzynasty. Przed startem wyścigu, a tuż po okrążeniu rozgrzewkowym, w obu Stewartach zapaliły się silniki. Zespół dysponował jednym samochodem zapasowym, który przeznaczył Barrichello; co więcej, za użycie samochodu zapasowego Barrichello musiał do wyścigu startować z boksów. W początkowej części wyścigu Brazylijczyk podążał tuż za Michaelem Schumacherem, który także startował z końca stawki, a po trzynastu okrążeniach był już dwunasty. Na czternastym okrążeniu Jacques Villeneuve miał wypadek, w związku z czym na tor wyjechał samochód bezpieczeństwa; wskutek tego kilku kierowców zjechało do boksów, a Barrichello awansował na ósme miejsce. Siedem okrążeń później wypadek miał również Alessandro Zanardi i samochód bezpieczeństwa ponownie pojawił się na torze, a Barrichello wykorzystał tę okazję do zjazdu na pit stop. Na 29 okrążeniu Barrichello został ukarany karą stop & go za to, że wyprzedził Michaela Schumachera po zjeździe samochodu bezpieczeństwa, ale jeszcze przed minięciem linii startu/mety; po odbyciu kary Barrichello wrócił na tor na ósmym miejscu, a wkrótce później zjechał na drugi pit-stop. Na ostatnich dwudziestu okrążeniach Barrichello zdołał wyprzedzić Toranosuke Takagiego i Pedro de la Rosę z Arrowsa i finiszował jako piąty.
Sesję kwalifikacyjną do Grand Prix Brazylii Barrichello zakończył jako trzeci, a Herbert – jako dziesiąty. Na starcie wyścigu w samochodzie Davida Coultharda zepsuł się silnik, dzięki czemu Barrichello awansował na drugą pozycję. Na czwartym okrążeniu chwilowe problemy ze skrzynią biegów miał Mika Häkkinen, przez co Barrichello zdołał go wyprzedzić i został liderem wyścigu. Na 16 okrążeniu w samochodzie Herberta doszło do awarii układu hydraulicznego i Brytyjczyk wycofał się z wyścigu. Na 27 okrążeniu Barrichello zjechał na pierwszy pit-stop. Po wyjeździe z boksów Barrichello jechał za Eddiem Irvine’em, ale na 34 okrążeniu wyprzedził go. Brazylijczyk nie zdołał jednak ukończyć wyścigu, ponieważ na 43 okrążeniu w jego samochodzie zepsuła się jednostka napędowa.
Po dobrych wynikach Stewarta SF3 oraz jednostek Forda na początku sezonu z amerykańskimi silnikami poza Benettonem zaczęto wiązać również zespół BAR.
Kwalifikacje do Grand Prix San Marino Barrichello ukończył na szóstym miejscu, a Herbert – na dwunastym. Na starcie wyścigu z powodu awarii skrzyni biegów odpadł Jacques Villeneuve, dzięki czemu obaj kierowcy Stewarta awansowali o jedną pozycję. Po odpadnięciu w dalszej fazie wyścigu między innymi Häkkinena oraz Irvine'a Barrichello ukończył Grand Prix San Marino na trzeciej pozycji, Herbert natomiast był dziesiąty.
Na przełomie kwietnia i maja Ford ogłosił, że w celu lepszej koncentracji nad współpracą ze Stewartem nie będzie w sezonie 2000 dostarczać swoich silników żadnemu innemu zespołowi, co oznaczało, że jednostek nowego producenta było zmuszone poszukać Minardi. Mimo to nie ustawały pogłoski, jakoby Ford mógł dostarczać w sezonie 2000 pod nazwą Jaguar silniki drugiemu zespołowi.
Do wyścigu o Grand Prix Monako Barrichello i Herbert startowali odpowiednio z piątego i trzynastego miejsca. Na starcie Herbert wyprzedził Ricardo Zontę. Brytyjczyk nie zdołał jednak ukończyć wyścigu, ponieważ na 33 okrążeniu w jego samochodzie uszkodzeniu uległo zawieszenie. Nie finiszował również Barrichello, który na sześć okrążeń przed końcem wpadł w poślizg i uderzył w barierę.
W kwalifikacjach do Grand Prix Hiszpanii Barrichello był siódmy, a Herbert – czternasty. W początkowej fazie wyścigu Barrichello został wyprzedzony przez Trullego, R. Schumachera i Frentzena, a bezpośrednio za brazylijskim kierowcą jechał Herbert. Na 41 okrążeniu Herbert wycofał się z powodu awarii skrzyni biegów. Pod koniec wyścigu Barrichello został jeszcze wyprzedzony przez Damona Hilla i ukończył zawody na ósmym miejscu. Po wyścigu Barrichello został zdyskwalifikowany za nieregulaminowe wymiary drewnianej deski pod podwoziem (tzw. skid block).

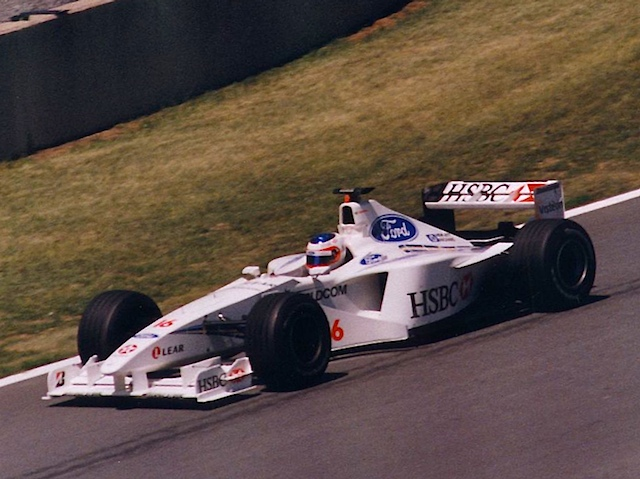
Rubens Barrichello podczas Grand Prix Kanady 1999

W przypadku Rubensa Barrichello pozycją startową do Grand Prix Kanady było piąte miejsce, natomiast Herbert startował z dziesiątej pozycji. Na początku wyścigu Jarno Trulli uderzył w Barrichello, który na skutek kolizji zjechał na pit-stop i powrócił na tor ze stratą jednego okrążenia. Na piętnastym okrążeniu wskutek uszkodzeń z kolizji z Trullim Brazylijczyk wycofał się jednak z wyścigu. Herbert natomiast po 44 okrążeniach jechał na piątej pozycji, ale na 52 okrążeniu został wyprzedzony przez Eddiego Irvine'a. Po odpadnięciu Heinza-Haralda Frentzena na cztery okrążenia przed końcem wyścigu Herbert wrócił jednak na piąte miejsce i zdobył swoje pierwsze dwa punkty w sezonie.
Na początku czerwca za kwotę około 50 milionów funtów Ford zakupił zespół.
Jako że zaledwie kilka minut po rozpoczęciu sesji kwalifikacyjnej do Grand Prix Francji zaczęło padać, najwyższe pozycje startowe wywalczyli kierowcy, którzy wyjechali na tor najwcześniej: Rubens Barrichello, Jean Alesi i Olivier Panis. Dla Brazylijczyka było to drugie pole position w karierze; pierwsze wywalczył w Grand Prix Belgii 1994 w podobnych okolicznościach. Herbert tymczasem zakończył kwalifikacje jako dziewiąty. Na starcie Barrichello utrzymał pierwsze miejsce. Na piątym okrążeniu Herbert odpadł z powodu uszkodzenia skrzyni biegów. Okrążenie później Barrichello został wyprzedzony przez Davida Coultharda. Na dziesiątym okrążeniu w samochodzie Coultharda zepsuł się układ elektryczny i Barrichello ponownie objął prowadzenie. Mniej więcej około dwudziestego okrążenia zaczął padać deszcz. Na 44 okrążeniu Michael Schumacher wyprzedził Barrichello. Jednakże dziewięć okrążeń później Barrichello odzyskał prowadzenie, ponieważ Niemiec zjechał do boksów. Na 60 okrążeniu Barrichello został wpyrzedzony przez Häkkinena, a cztery okrążenia później kierowcy ci zjechali na swój drugi pit-stop. Liderem został wówczas Heinz-Harald Frentzen, który podczas wyścigu był tylko raz w boksach. Frentzen wygrał ostatecznie wyścig, a na podium stanęli jeszcze Häkkinen i Barrichello.
W kwalifikacjach do Grand Prix Wielkiej Brytanii Barrichello był siódmy, natomiast Herbert – jedenasty. W trakcie wyścigu na Herberta nałożono karę stop & go za wyprzedzenie Alesiego tuż po zjeździe samochodu bezpieczeństwa, ale przed przekroczeniem linii startu/mety. Na trzynaście okrążeń przed metą w samochodzie Barrichello pękła opona i Brazylijczyk musiał zjechać na nieplanowany pit-stop. W Grand Prix Wielkiej Brytanii nie zdołał punktować żaden kierowca Stewarta: Barrichello był ósmy, Herbert zaś dwunasty.
Do Grand Prix Austrii Barrichello startował z piątego miejsca, natomiast Herbert był tuż za Brazylijczykiem. W pierwszym zakręcie wyścigu Barrichello zdołał wyprzedzić Frentzena, a chwilę później również Häkkinena (wypchniętego z toru przez Coultharda) i Irvine'a. Johnny Herbert został natomiast uderzony przez Mikę Salo, stracił tylny spojler i pod koniec pierwszego okrążenia zjechał do boksów, ale zespół nie oczekiwał Brytyjczyka i wymiana spojlera zajęła dużo czasu. Na 36 okrążeniu Barrichello zjechał na pit-stop i na tor powrócił na piątym miejscu. Na 49 okrążeniu Brazylijczyk został wyprzedzony przez Häkkinena. Siedem okrążeń później w samochodzie Barrichello zepsuł się silnik. Herbert ukończył natomiast rywalizację na czternastym miejscu ze stratą czterech okrążeń do zwycięzcy.
W kwalifikacjach do Grand Prix Niemiec Barrichello był szósty, Herbert zaś – siedemnasty. Na pierwszym okrążeniu wyścigu Barrichello wyprzedził Frentzena, a na trzecim – Irvine'a, i w ten sposób jechał na czwartym miejscu. Pod koniec szóstego okrążenia Barrichello zjechał jednak do boksów i wycofał się z wyścigu, a powodem tego była awaria układu hydraulicznego. Herbert pod koniec wyścigu podążał natomiast na szóstym miejscu, ale na 41 okrążeniu zakończył wyścig z powodu awarii skrzyni biegów.
Sesję kwalifikacyjną do Grand Prix Węgier Barrichello ukończył jako ósmy, a Herbert – jako dziesiąty. Na starcie Barrichello wyprzedził Alexandra Wurza, a Herbert, wyprzedzony przez obu kierowców Saubera, spadł na dwunaste miejsce. Herbert został wyprzedzony jeszcze przez Jarno Trullego, ale sam wyprzedził Jacques’a Villeneuve’a i jechał na dwunastej pozycji. Obaj kierowcy Stewarta obrali, w przeciwieństwie do większości konkurentów, taktykę jednego pit-stopu. Barrichello ukończył rywalizację na piątym miejscu, Herbert natomiast finiszował jako jedenasty.
Do Grand Prix Belgii Barrichello startował z siódmego miejsca, a Herbert – z dziesiątego. Barrichello został na początku wyścigu wyprzedzony przez Alessandro Zanardiego i Mikę Salo, przez co spadł na dziewiątą pozycję. Herberta natomiast wyprzedził Giancarlo Fisichella, ale Włoch na czwartym okrążeniu popełnił błąd i Herbert odzyskał pozycję. Na siódmym okrążeniu udany atak na Herberta podjął Jean Alesi. Na 12 okrążeniu Brytyjczyk popełnił błąd w szykanie Bus Stop i ponownie został wyprzedzony przez Fisichellę. Na 29 okrążeniu Herbert wypadł z toru i zakończył jazdę. Barrichello ukończył wyścig jako dziesiąty.
W kwalifikacjach do Grand Prix Włoch Barrichello był siódmy, natomiast Herbert – piętnasty. Na 11 okrążeniu Barrichello wyprzedził Coultharda i awansował na szóste miejsce. W połowie wyścigu Brazylijczyk wyprzedził również Zanardiego. Na 41 okrążeniu Herbert wycofał się z powodu uszkodzenia sprzęgła. Barrichello natomiast ukończył wyścig jako czwarty.

To było dobre zwycięstwo i miły akcent dla Jackiego Stewarta z powodu wszystkich tych romantycznych wspomnień jego zwycięstwa w deszczu na starym Nürburgringu. To było jego ostatnie zwycięstwo w Formule 1 na tym torze, a chyba już milionowe dla Forda!

Do Grand Prix Europy obaj kierowcy Stewarta startowali z dalszych pozycji: Herbert z czternastej, a Barrichello z piętnastej. W trakcie wyścigu, na osiemnastym okrążeniu, zaczął padać deszcz. Po awariach bądź wypadkach liderów (Frentzen, Coulthard, R. Schumacher, Fisichella) oraz dzięki dobrej taktyce prowadzenie objął Johnny Herbert i to on został zwycięzcą Grand Prix Europy, odnosząc swoją trzecią wygraną oraz pierwszą dla Stewarta. Na trzecim miejscu finiszował Barrichello, do końca atakując Jarno Trullego.
W kwalifikacjach do debiutującego w kalendarzu Formuły 1 Grand Prix Malezji Herbert był piąty, Barrichello natomiast startował tuż za Brytyjczykiem. Na starcie Barrichello wyprzedził Herberta. Herbert obrał jednak lepszą strategię i ukończył wyścig na czwartej pozycji, tuż przed Rubensem Barrichello.
Kwalifikacje do ostatniej eliminacji sezonu 1999, a zarazem ostatniej w historii Stewart Grand Prix – Grand Prix Japonii – Herbert zakończył na ósmym miejscu, a Barrichello – na trzynastym. Na starcie Herbert spadł na dziesiątą pozycję, wyprzedzony przez Jeana Alesiego i Ralfa Schumachera. Obaj kierowcy zespołu nie zdobyli punktów: Herbert był w wyścigu siódmy, tuż przed Barrichello.
Sezon 1999 Stewart zakończył z 36 punktami na czwartym miejscu w klasyfikacji konstruktorów. Rubens Barrichello uzyskał 21 punktów, co dało mu siódme miejsce w klasyfikacji generalnej kierowców, natomiast Johnny Herbert dzięki zdobytym przez siebie 15 punktom był w tej klasyfikacji ósmy.

### Sprzedaż zespołu
W listopadzie 1998 roku Ford stanowczo zapewnił, że nie zamierza przed sezonem 2001 wykupić Stewarta bądź w jakikolwiek sposób zaangażować Jaguara – jedną ze swoich marek – w Formułę 1, czy to w charakterze zespołu, czy też dostawcy silników.
Mimo to 11 czerwca 1999 roku Ford za 50 milionów funtów zakupił Stewart Grand Prix. Ta stosunkowo niska kwota wynikała stąd, że Ford był od 1996 roku w znacznym stopniu zaangażowany w zespół. Decyzja Forda wynikała stąd, że koncern chciał odnieść sukcesy w Formule 1 tym bardziej, że spodziewane było przybycie do Formuły 1 w ciągu następnych kilku lat takich marek jak Toyota, Honda i General Motors. Jackie Stewart natomiast uzasadniał sprzedaż tym, że nabycie zespołu przez Forda zwiększy jego konkurencyjność w stosunku do Ferrari i McLarena. Chociaż wówczas Ford nie wybrał jeszcze nazwy zespołu, było jasne, że zakupił go w celu wprowadzenia do Formuły 1 Jaguara.
Na początku września, po zgodzie Komisji Formuły 1, oficjalnie potwierdzono, że od sezonu 2000 zespół będzie ścigał się pod nazwą Jaguar Racing.
Johnny Herbert pozostał kierowcą w zespole, ponieważ niezależnie od wyników miał zagwarantowany kontrakt do sezonu 2000 włącznie. Natomiast w lipcu 1999 roku pojawiły się pogłoski, jakoby nowym kierowcą zespołu w sezonie 2000 miał zostać Eddie Irvine, niezadowolony ze statusu kierowcy numer dwa w Ferrari. Podczas Grand Prix Wielkiej Brytanii 1999 Irvine i przedstawiciele Forda spotkali się w tajemnicy, by omówić warunki potencjalnej umowy. Ostatecznie przed Grand Prix Włoch Irvine został ogłoszony kierowcą Jaguara, podpisując trzyletni kontrakt z zespołem. Barrichello natomiast przeszedł do Ferrari. W zespole pozostał również Luciano Burti, a także Gary Anderson.
Rodzina Stewartów również miała zostać w zespole. Ford odsunął wprawdzie Paula Stewarta z funkcji wiceprezesa, ale został on dyrektorem ds. operacyjnych. Jackie Stewart natomiast, zgodnie z oświadczeniem Forda (wrzesień 1999), miał pozostać prezesem. W 2000 roku u Paula Stewarta wykryto jednak raka jelita grubego i w październiku tego samego roku opuścił on całkowicie zespół. Jackie Stewart natomiast mimo wcześniejszych zapewnień Forda przestał być prezesem zespołu, a na tym stanowisku zastąpił go Neil Ressler.

### Dalsze losy zespołu

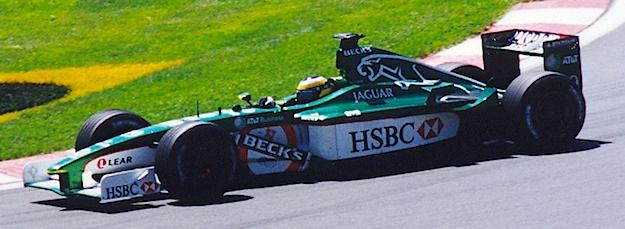
Pedro de la Rosa w Jaguarze R2 podczas Grand Prix Kanady 2001

Przy okazji zakupu Stewarta Ford zapewniał, że jego celem jest mistrzostwo świata Formuły 1 w 2001 roku. Cel ten nie został osiągnięty. W sezonie 2000 Jaguar zdobył za sprawą Eddiego Irvine'a cztery punkty i dziewiąte miejsce w klasyfikacji. Wyniki odnoszone przez zespół były poniżej oczekiwań Forda, co doprowadziło do zmian w zarządzie, a to z kolei – do chaosu w zespole przez następne dwa lata. W roku 2001 Irvine wywalczył dla Jaguara pierwsze podium, ale Jaguar zakończył sezon niewiele lepiej, niż rok wcześniej – z dziewięcioma punktami i ósmą pozycją w klasyfikacji. W sezonie 2002 Jaguar ponownie zdobył jedno podium – trzecie miejsce Irvine'a w Grand Prix Włoch było ostatnim podium Jaguara w Formule 1, który to zespół zgromadził w tamtym sezonie osiem punktów i siódmą pozycję w klasyfikacji. W latach 2003–2004, po reformie systemu punktacji, Jaguar również był siódmy (gromadząc w roku 2003 18 punktów, a w 2004 – dziesięć).

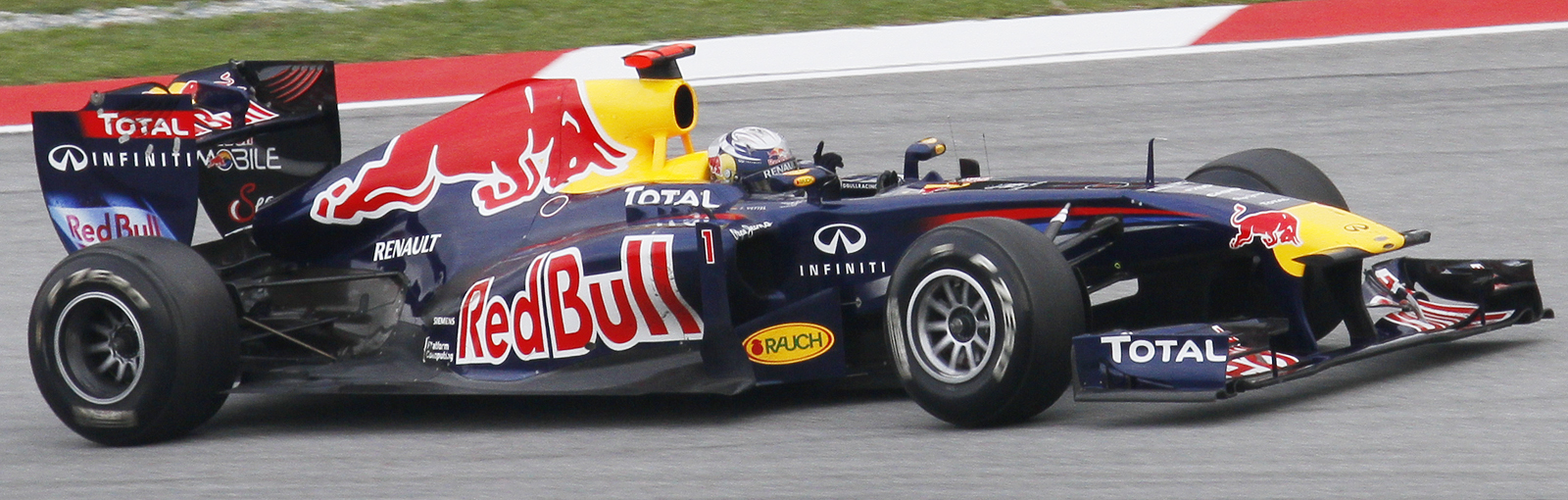
Sebastian Vettel świętujący zwycięstwo w Grand Prix Malezji 2011

Ford postanowił wycofać po sezonie 2004 Jaguara z Formuły 1. Kupcem zespołu został koncern Red Bull GmbH, który przekształcił zespół w Red Bull Racing. Do 2008 roku włącznie Red Bull nie wygrał żadnego wyścigu, jedynie trzykrotnie stając na podium. W sezonie 2009 kierowcy Red Bulla – Sebastian Vettel i Mark Webber – wygrali łącznie sześć wyścigów, a Vettel zdobył wicemistrzostwo w klasyfikacji kierowców, podobnie jak Red Bull – w klasyfikacji konstruktorów. W sezonach 2010–2013 Red Bull i Vettel zdobyli tytuły mistrzowskie.

## Wyniki
| Legenda oznaczeń w tabelach wyników Wyświetl szablon na nowej stronie | Legenda oznaczeń w tabelach wyników Wyświetl szablon na nowej stronie                                                                     |
| Oznaczenie                                                            | Wyjaśnienie |
| --------------------------------------------------------------------- | --- |
| Złoty                                                                 | Zwycięzca lub mistrzostwo |
| Srebrny                                                               | 2. miejsce lub wicemistrzostwo |
| Brązowy                                                               | 3. miejsce lub II wicemistrzostwo |
| Zielony                                                               | Ukończył, punktował (w klasyfikacji generalnej, gdy zdobył co najmniej jeden punkt na przestrzeni sezonu, poza trzema powyższymi opcjami) |
| Niebieski                                                             | Ukończył, nie punktował (w klasyfikacji generalnej, gdy nie zdobył co najmniej jednego punktu na przestrzeni sezonu)                      |
| Czerwony                                                              | Nie zakwalifikował się (NZ) |
| Czerwony                                                              | Nie prekwalifikował się (NPK) |
| Różowy                                                                | Nie ukończył (NU) |
| Różowy                                                                | Niesklasyfikowany (NS) (w klasyfikacji generalnej, gdy nie został sklasyfikowany w żadnym wyścigu sezonu)                                 |
| Czarny                                                                | Zdyskwalifikowany (DK) |
| Czarny                                                                | Wykluczony (WYK/EX) |
| Biały                                                                 | Nie wystartował (NW) |
| Biały                                                                 | Kontuzjowany (K/INJ) |
| Biały                                                                 | Wyścig odwołany (OD/C) |
| Bez koloru                                                            | Został wycofany (WYC/WD) |
| Bez koloru                                                            | Nie przybył (NP/DNA) |
| Bez koloru                                                            | Nie brał udziału w treningach (NT/DNP) |
| Bez koloru                                                            | Nie został zgłoszony (–) |
| Pogrubienie                                                           | Start z pole position |
| Kursywa                                                               | Najszybsze okrążenie wyścigu |
| †                                                                     | Nie ukończył, ale jego rezultat został zaliczony ze względu na przejechanie więcej niż 90% dystansu wyścigu.                              |
| *                                                                     | Sezon w trakcie |
| 1/2/3                                                                 | Punktowana pozycja w sprincie |
| Lista systemów punktacji Formuły 1                                    | |

| Sezon | Zespół                     | Silnik | Kierowcy           | Wyniki w poszczególnych eliminacjach | Wyniki w poszczególnych eliminacjach | Wyniki w poszczególnych eliminacjach | Wyniki w poszczególnych eliminacjach | Wyniki w poszczególnych eliminacjach | Wyniki w poszczególnych eliminacjach | Wyniki w poszczególnych eliminacjach | Wyniki w poszczególnych eliminacjach | Wyniki w poszczególnych eliminacjach | Wyniki w poszczególnych eliminacjach | Wyniki w poszczególnych eliminacjach | Wyniki w poszczególnych eliminacjach | Wyniki w poszczególnych eliminacjach | Wyniki w poszczególnych eliminacjach | Wyniki w poszczególnych eliminacjach | Wyniki w poszczególnych eliminacjach | Wyniki w poszczególnych eliminacjach | Wyniki kierowców | Wyniki kierowców | Wyniki konstruktora | Wyniki konstruktora |
| 1997  |                            |        |                    | AUS                                  | BRA                                  | ARG                                  | SMR                                  | MCO                                  | ESP                                  | CAN                                  | FRA                                  | GBR                                  | DEU                                  | HUN                                  | BEL                                  | ITA                                  | AUT                                  | LUX                                  | JPN                                  | EUR                                  | Punkty           | Pozycja          | Punkty              | Pozycja             |
| ----- | -------------------------- | ------ | ------------------ | ------------------------------------ | ------------------------------------ | ------------------------------------ | ------------------------------------ | ------------------------------------ | ------------------------------------ | ------------------------------------ | ------------------------------------ | ------------------------------------ | ------------------------------------ | ------------------------------------ | ------------------------------------ | ------------------------------------ | ------------------------------------ | ------------------------------------ | ------------------------------------ | ------------------------------------ | ---------------- | ---------------- | ------------------- | ------------------- |
| 1997  | HSBC Malaysia Stewart Ford | Ford   | Rubens Barrichello | NU                                   | NU                                   | NU                                   | NU                                   | 2                                    | NU                                   | NU                                   | NU                                   | NU                                   | NU                                   | NU                                   | NU                                   | 13                                   | 14                                   | NU                                   | NU                                   | NU                                   | 6                | 13               | 6                   | 9                   |
| 1997  | HSBC Malaysia Stewart Ford | Ford   | Jan Magnussen      | NU                                   | NU                                   | 10                                   | NU                                   | 7                                    | 13                                   | NU                                   | NU                                   | NU                                   | NU                                   | NU                                   | 12                                   | NU                                   | NU                                   | NU                                   | NU                                   | 9                                    | 0                | 20               | 6                   | 9                   |
| 1998  |                            |        |                    | AUS                                  | BRA                                  | ARG                                  | SMR                                  | ESP                                  | MCO                                  | CAN                                  | FRA                                  | GBR                                  | AUT                                  | DEU                                  | HUN                                  | BEL                                  | ITA                                  | LUX                                  | JPN                                  |                                      | Punkty           | Pozycja          | Punkty              | Pozycja             |
| 1998  | HSBC Stewart Ford          | Ford   | Rubens Barrichello | NU                                   | NU                                   | 10                                   | NU                                   | 5                                    | NU                                   | 5                                    | 10                                   | NU                                   | NU                                   | NU                                   | NU                                   | NU                                   | 10                                   | 11                                   | NU                                   |                                      | 4                | 12               | 5                   | 8                   |
| 1998  | HSBC Stewart Ford          | Ford   | Jan Magnussen      | NU                                   | 10                                   | NU                                   | NU                                   | 12                                   | NU                                   | 6                                    | –                                    | –                                    | –                                    | –                                    | –                                    | –                                    | –                                    | –                                    | –                                    |                                      | 1                | 17               | 5                   | 8                   |
| 1998  | HSBC Stewart Ford          | Ford   | Jos Verstappen     | –                                    | –                                    | –                                    | –                                    | –                                    | –                                    | –                                    | 12                                   | NU                                   | NU                                   | NU                                   | 13                                   | NU                                   | NU                                   | 13                                   | NU                                   |                                      | 0                | 23               | 5                   | 8                   |
| 1999  |                            |        |                    | AUS                                  | BRA                                  | SMR                                  | MCO                                  | ESP                                  | CAN                                  | FRA                                  | GBR                                  | AUT                                  | DEU                                  | HUN                                  | BEL                                  | ITA                                  | EUR                                  | MYS                                  | JPN                                  |                                      | Punkty           | Pozycja          | Punkty              | Pozycja             |
| 1999  | HSBC Stewart Ford          | Ford   | Rubens Barrichello | 5                                    | NU                                   | 3                                    | 9                                    | DK                                   | NU                                   | 3                                    | 8                                    | NU                                   | NU                                   | 5                                    | 10                                   | 4                                    | 3                                    | 5                                    | 8                                    |                                      | 21               | 7                | 36                  | 4                   |
| 1999  | HSBC Stewart Ford          | Ford   | Johnny Herbert     | NW                                   | NU                                   | 10                                   | NU                                   | NU                                   | 5                                    | NU                                   | 12                                   | 14                                   | 11                                   | 11                                   | NU                                   | NU                                   | 1                                    | 4                                    | 7                                    |                                      | 15               | 8                | 36                  | 4                   |

## Statystyki
| Sezon | Zespół                     | Konstruktor  | Zgłoszenia | GP | PKT | P. | P1 | P2 | P3 | Punkt. | PP | NO | NS | DK | NZ |
| --- | -------------------------- | ------------ | ---------- | -- | --- | -- | -- | -- | -- | ------ | -- | -- | -- | -- | -- |
| 1997 | HSBC Malaysia Stewart Ford | Stewart-Ford | 34         | 17 | 6   | 9  | -  | 1  | -  | 1      | -  | -  | 26 | -  | -  |
| 1998 | HSBC Stewart Ford          | Stewart-Ford | 32         | 16 | 5   | 8  | -  | -  | -  | 3      | -  | -  | 20 | -  | -  |
| 1999 | HSBC Stewart Ford          | Stewart-Ford | 31         | 16 | 36  | 4  | 1  | -  | 3  | 10     | 1  | -  | 10 | 1  | -  |
| Razem | 2                          | 1            | 97         | 49 | 47  | -  | 1  | 1  | 3  | 14     | 1  | -  | 56 | 1  | -  |
| Sezon | Zespół                     | Konstruktor  | Zgłoszenia | GP | PKT | P. | P1 | P2 | P3 | Punkt. | PP | NO | NS | DK | NZ |
| Zgłoszenia - starty wszystkich samochodów; GP - zaliczone Grand Prix; P. - pozycja końcowa; P1, P2, P3 - pozycje na podium; Punkt. - punktował; PP - pole position; NO - najszybsze okrążenia; NS - niesklasyfikowany; DK - dyskwalifikacje; NZ - nie zakwalifikował się |                            |              |            |    |     |    |    |    |    |        |    |    |    |    |    |

## Podsumowanie
| Ważne wyścigi          | Ważne wyścigi                                                     |
| ---------------------- | ----------------------------------------------------------------- |
| Debiut                 | Grand Prix Australii 1997 (#1, Rubens Barrichello, Jan Magnussen) |
| Pierwsze pole position | Grand Prix Francji 1999 (#40, Rubens Barrichello)                 |
| Pierwsze punkty        | Grand Prix Monako 1997 (#5, Rubens Barrichello)                   |
| Pierwsze podium        | Grand Prix Monako 1997 (#5, Rubens Barrichello)                   |
| Pierwsze zwycięstwo    | Grand Prix Europy 1999 (#45, Johnny Herbert)                      |
| Ostatni                | Grand Prix Japonii 1999 (#47, Rubens Barrichello, Johnny Herbert) |
| Najwyższe pozycje      |                                                                   |
| Kwalifikacje           | 1                                                                 |
| Wyścig                 | 1                                                                 |
| Inne                   |                                                                   |
| Kierowca testowy       | Mário Haberfeld, Luciano Burti                                    |

## Kierowcy
Najwięcej wyścigów dla Stewart Grand Prix zaliczył Rubens Barrichello, który w latach 1997–1999 wystartował w 49 wyścigach. Barrichello zdobył także jedyne dla zespołu pole position. Pozostałymi kierowcami Stewarta byli Jan Magnussen (1997–1998, 24 wyścigi), Jos Verstappen (1998, 9 wyścigów) oraz Johnny Herbert (1999, 15 wyścigów), który odniósł jedyne dla Stewarta zwycięstwo.
|     | Kierowca           | Sezony    | Starty | PP | Wygrane | MŚ | Zespół    |
| --- | ------------------ | --------- | ------ | -- | ------- | -- | --------- |
| BRA | Rubens Barrichello | 1997–1999 | 49     | 1  | 0       |    | fabryczny |
| DNK | Jan Magnussen      | 1997–1998 | 24     | 0  | 0       |    | fabryczny |
| NLD | Jos Verstappen     | 1998      | 9      | 0  | 0       |    | fabryczny |
| GBR | Johnny Herbert     | 1999      | 15     | 0  | 1       |    | fabryczny |

## Informacje techniczne
Stewart w swojej historii korzystał jedynie z silników Ford oraz opon Bridgestone. Zespół skonstruował trzy modele (SF1, SF2 i SF3).
| Sezon | Zespół                     | Podwozie    | Silnik (Typ)             | Opony       |
| ----- | -------------------------- | ----------- | ------------------------ | ----------- |
| 1997  | HSBC Malaysia Stewart Ford | Stewart SF1 | Ford Zetec-R VJ 3,0l V10 | Bridgestone |
| 1998  | HSBC Stewart Ford          | Stewart SF2 | Ford Zetec-R VJ 3,0l V10 | Bridgestone |
| 1999  | HSBC Stewart Ford          | Stewart SF3 | Ford CR-1 3,0l V10       | Bridgestone |
| Razem | 2                          | 3           | 2                        | 1           |
| Sezon | Zespół                     | Podwozie    | Silnik (Typ)             | Opony       |